# Critics' Choice Movie Awards 2018
Critics' Choice Movie Awards 2018 var den 23:e upplagan av Critics' Choice Movie Awards som belönade filminsatser från 2017 och hölls den 11 januari 2018.

## Vinnare och nominerade
Nomineringarna tillkännagavs den 6 december 2017. Vinnarna listas i fetstil.

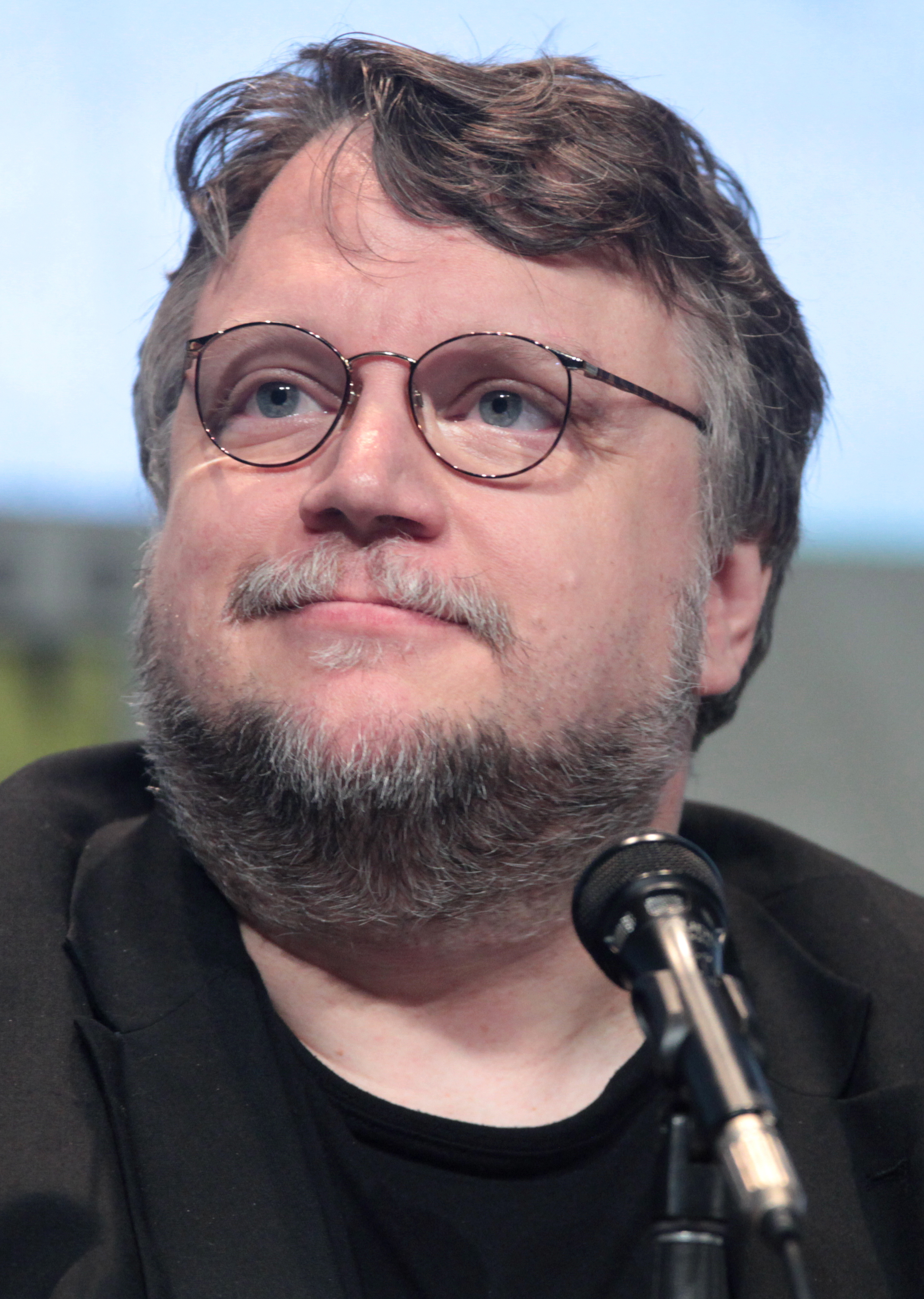
Guillermo del Toro
Bästa regissör

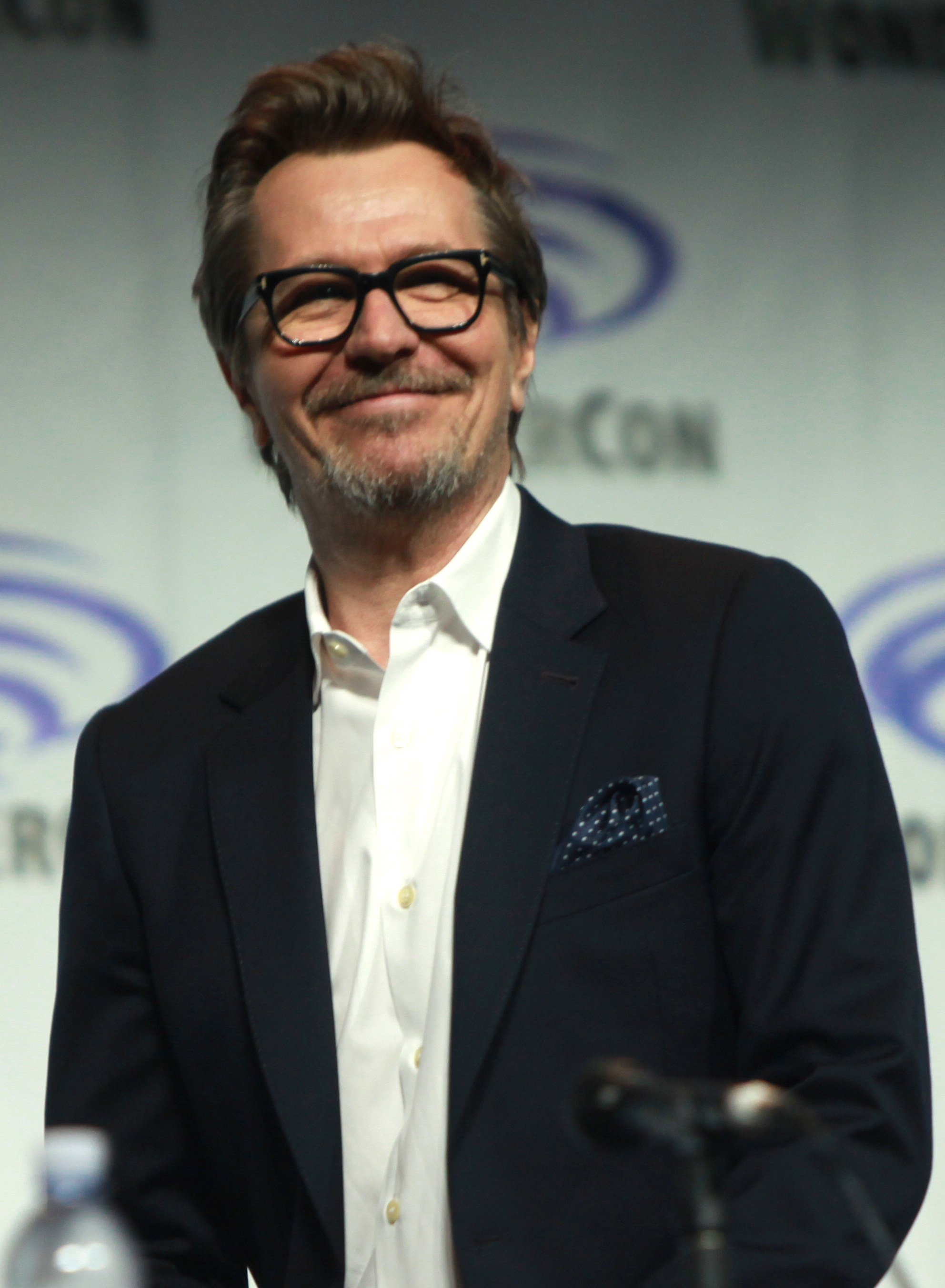
Gary Oldman
Bästa manliga skådespelare

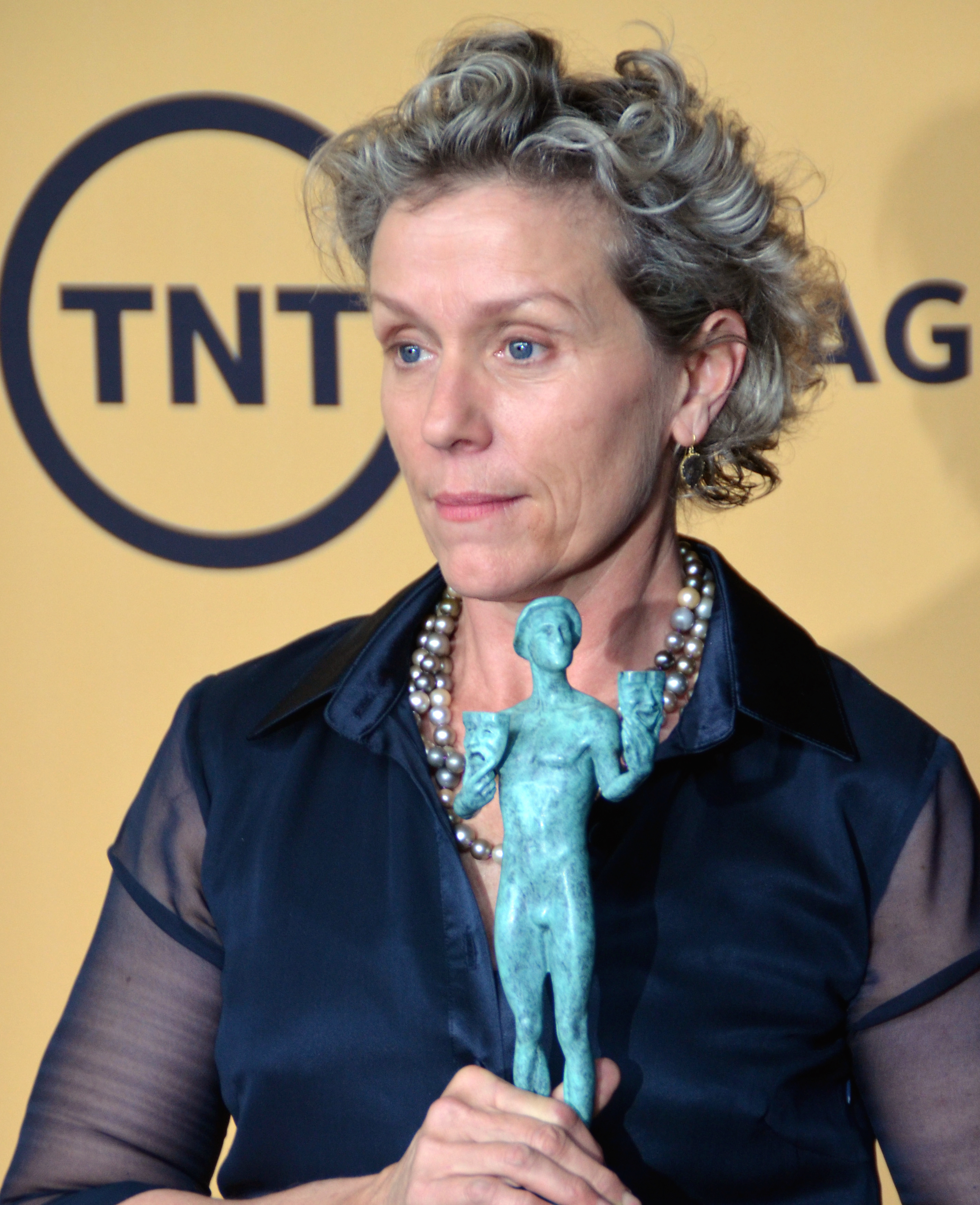
Frances McDormand
Bästa kvinnliga skådespelare

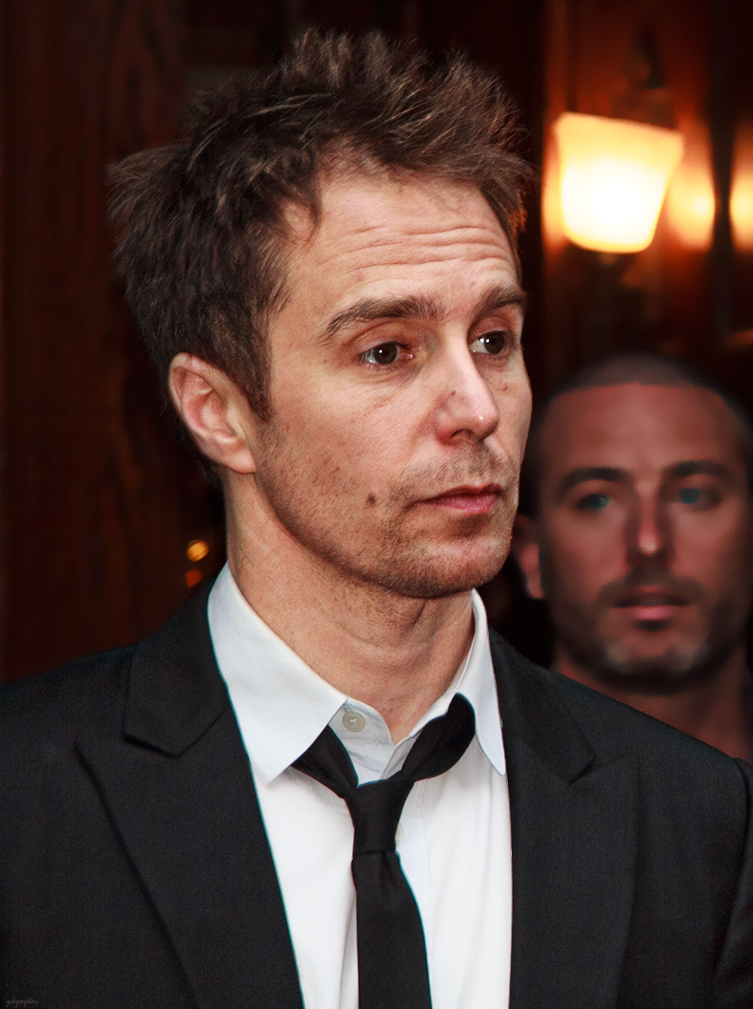
Sam Rockwell
Bästa manliga biroll

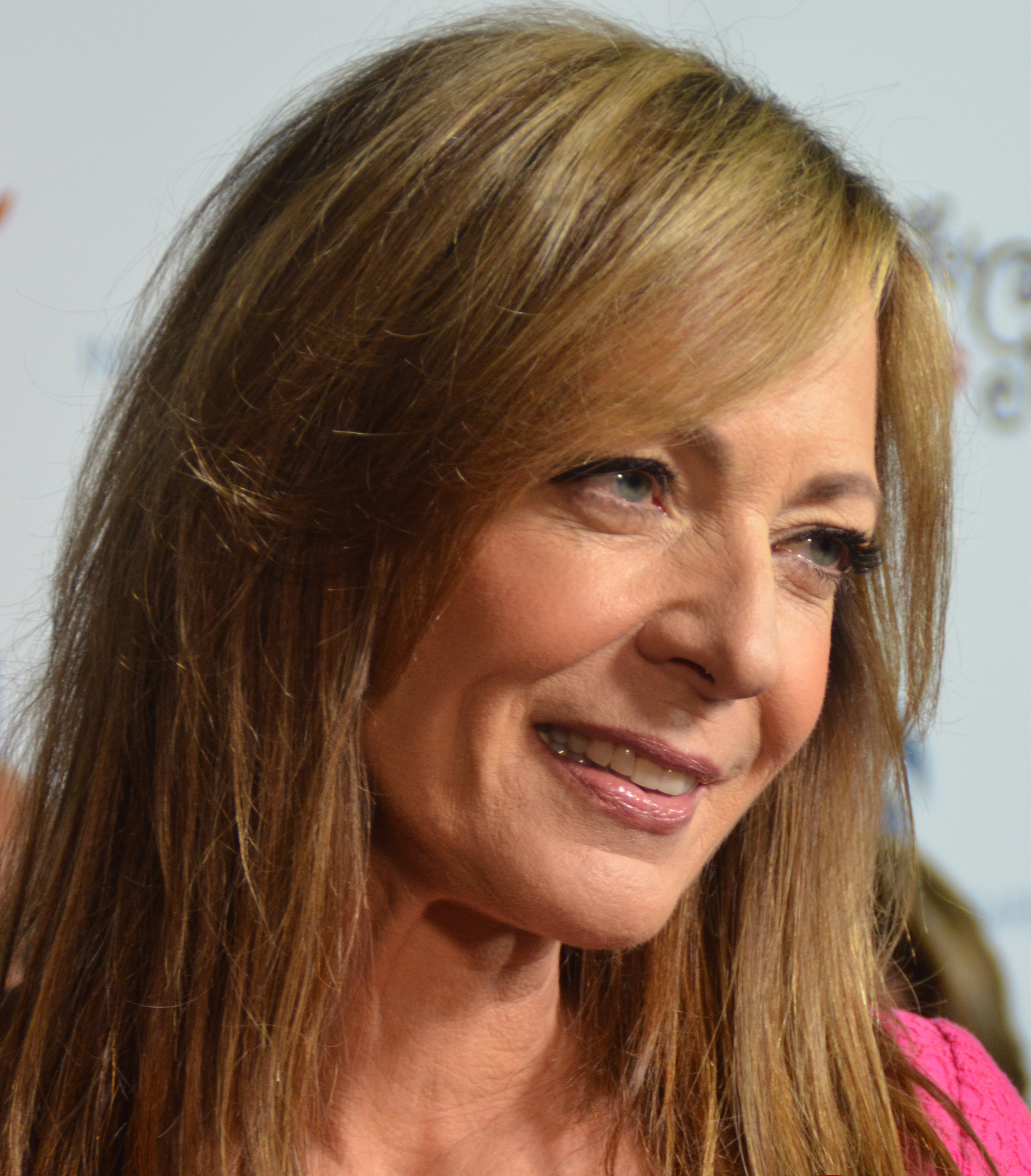
Allison Janney
Bästa kvinnliga biroll

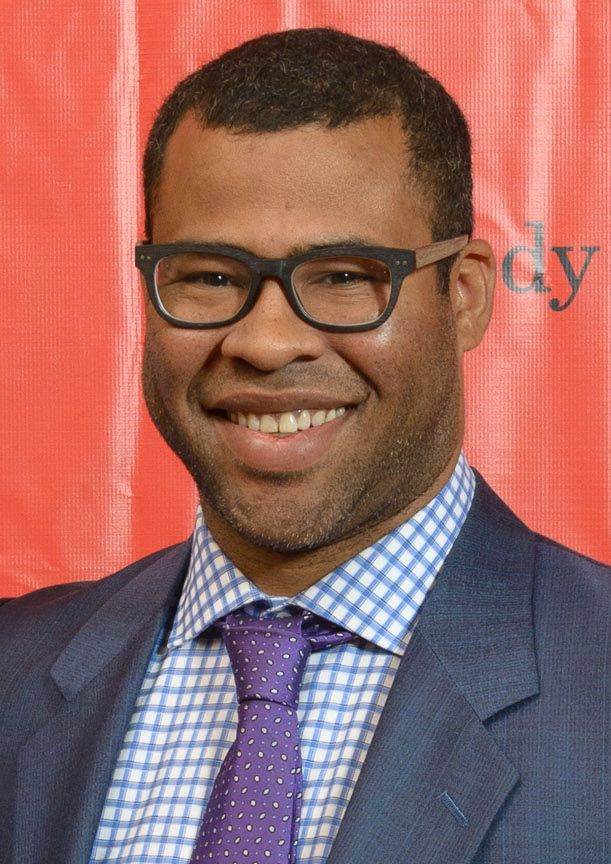
Jordan Peele
Bästa originalmanus

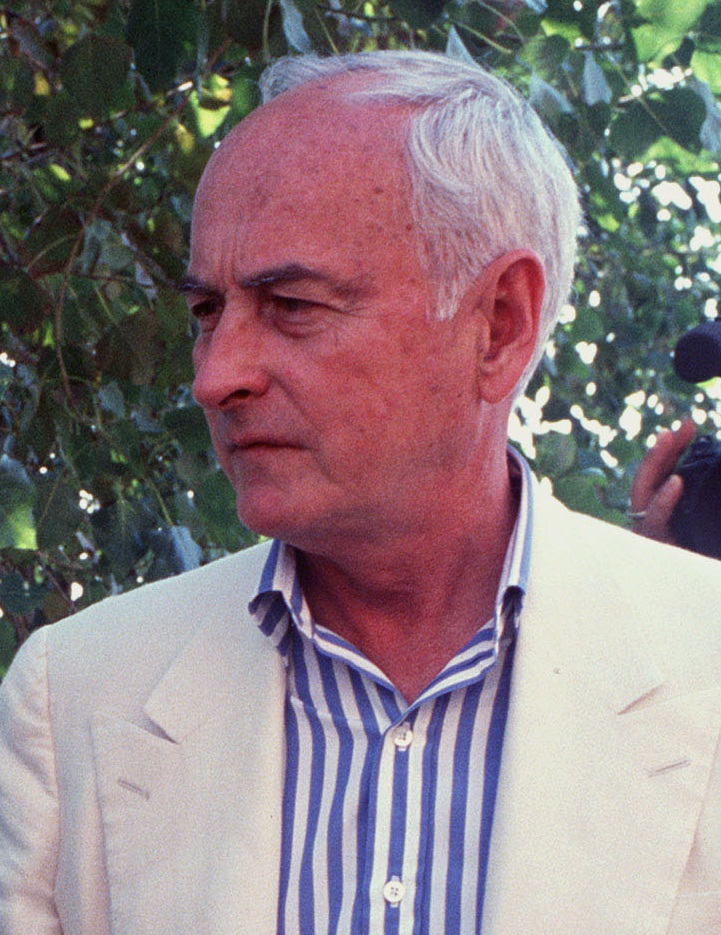
James Ivory
Bästa manus efter förlaga

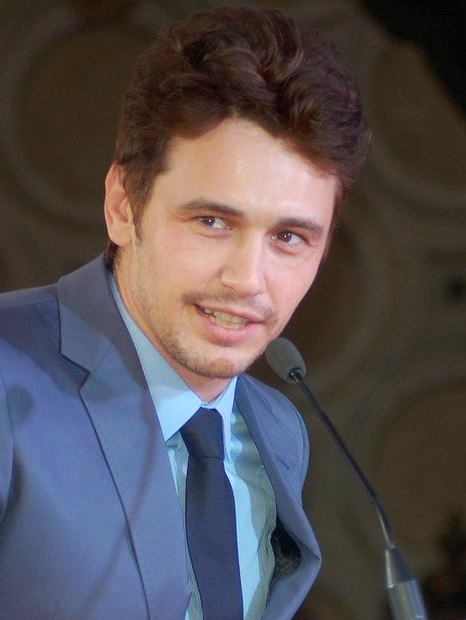
James Franco
Bästa manliga skådespelare i en komedi

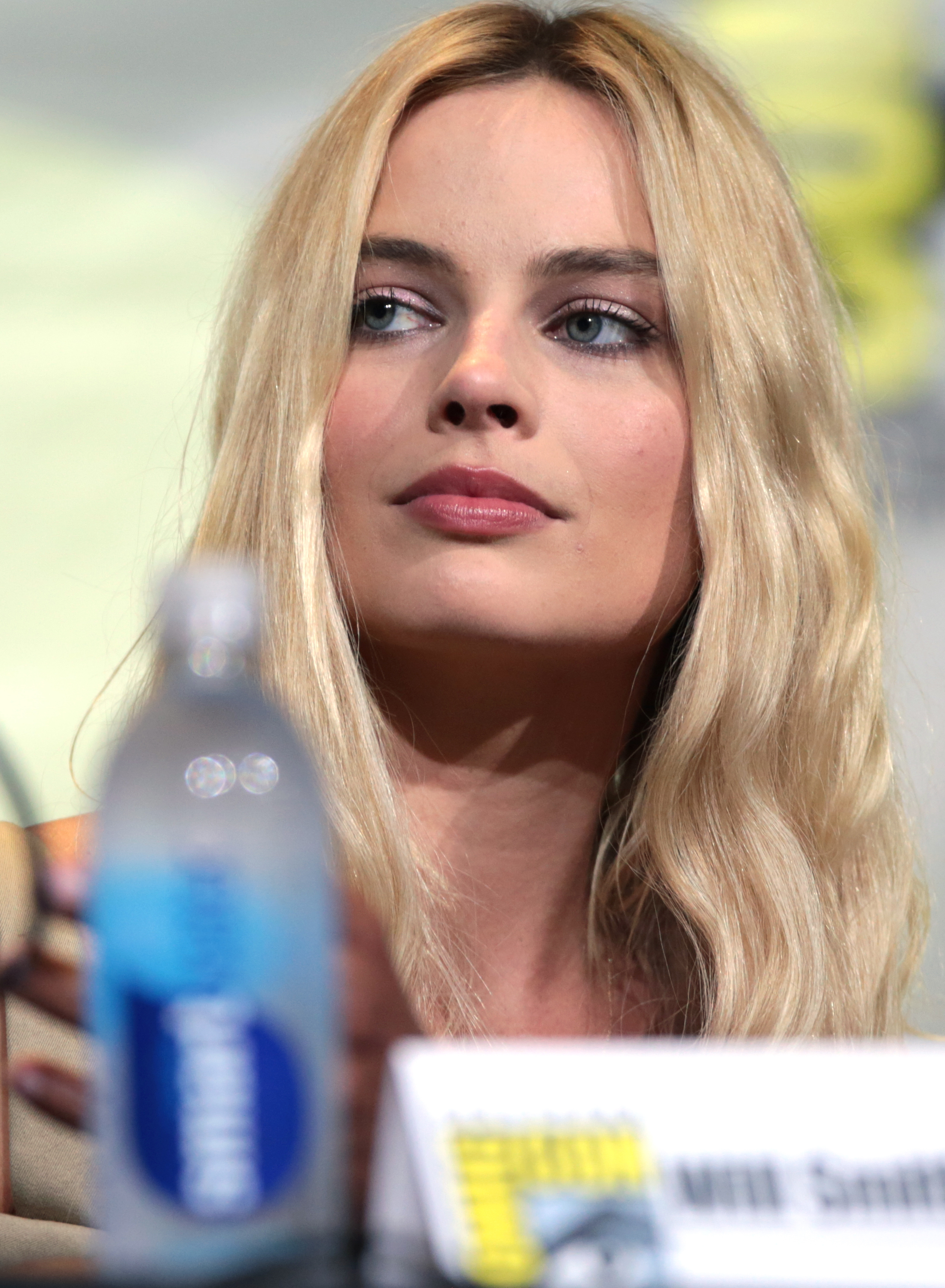
Margot Robbie
Bästa kvinnliga skådespelare i en komedi

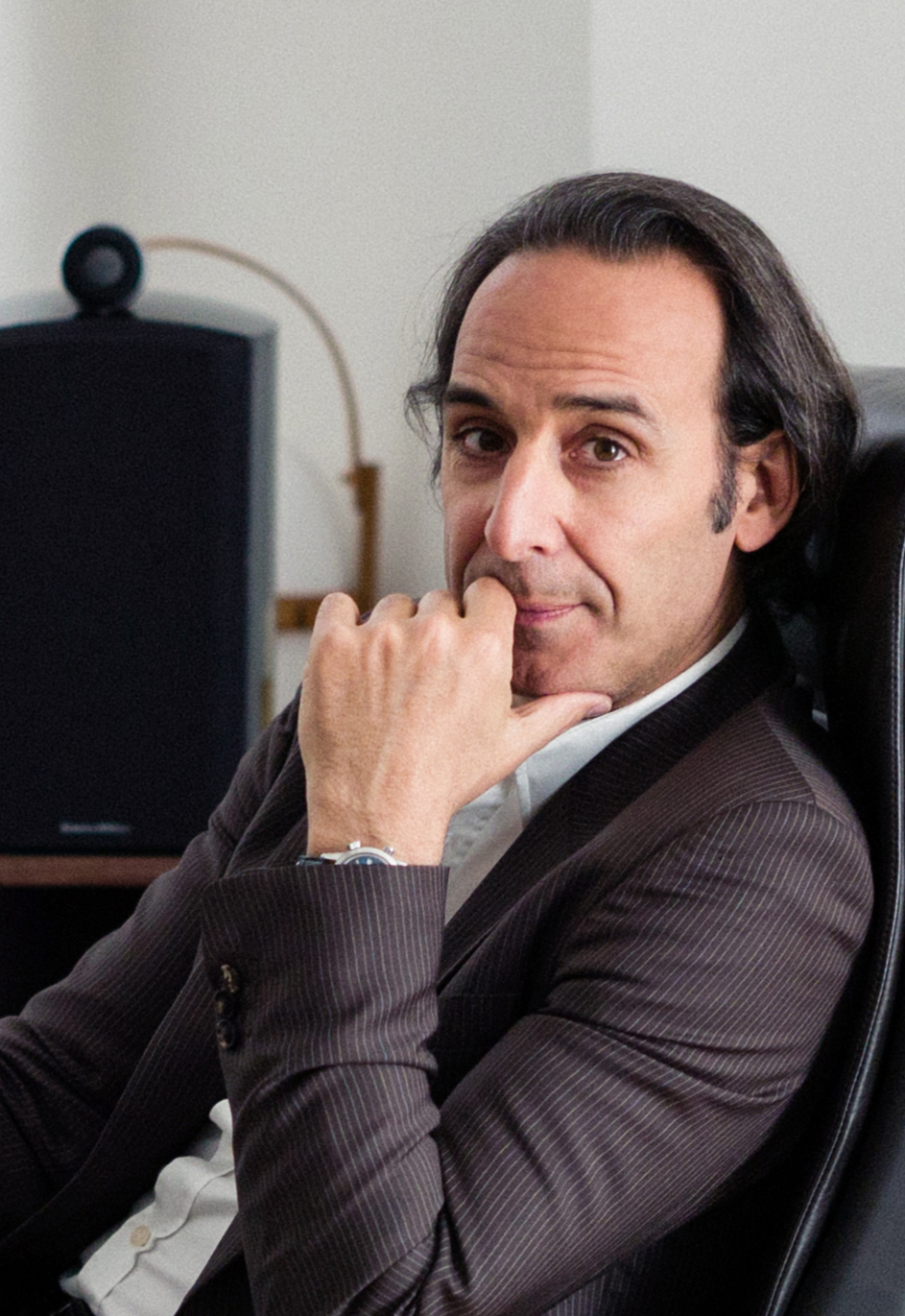
Alexandre Desplat
Bästa kompositör

| Bästa film - The Shape of Water - The Big Sick - Call Me by Your Name - Darkest Hour - Dunkirk - The Florida Project - Get Out - Lady Bird - The Post - Three Billboards Outside Ebbing, Missouri | Bästa regissör - Guillermo del Toro – The Shape of Water - Greta Gerwig – Lady Bird - Luca Guadagnino – Call Me by Your Name - Martin McDonagh – Three Billboards Outside Ebbing, Missouri - Christopher Nolan – Dunkirk - Jordan Peele – Get Out - Steven Spielberg – The Post |
| Bästa manliga skådespelare - Gary Oldman – Darkest Hour - Timothée Chalamet – Call Me by Your Name - Daniel Day-Lewis – Phantom Thread - James Franco – The Disaster Artist - Jake Gyllenhaal – Stronger - Tom Hanks – The Post - Daniel Kaluuya – Get Out | Bästa kvinnliga skådespelare - Frances McDormand – Three Billboards Outside Ebbing, Missouri - Jessica Chastain – Molly's Game - Sally Hawkins – The Shape of Water - Margot Robbie – I, Tonya - Saoirse Ronan – Lady Bird - Meryl Streep – The Post                            |
| Bästa manliga biroll - Sam Rockwell – Three Billboards Outside Ebbing, Missouri - Willem Dafoe – The Florida Project - Armie Hammer – Call Me by Your Name - Richard Jenkins – The Shape of Water - Patrick Stewart – Logan – The Wolverine - Michael Stuhlbarg – Call Me by Your Name                                                                                               | Bästa kvinnliga biroll - Allison Janney – I, Tonya - Mary J. Blige – Mudbound - Hong Chau – Downsizing - Tiffany Haddish – Girls Trip - Holly Hunter – The Big Sick - Laurie Metcalf – Lady Bird - Octavia Spencer – The Shape of Water                                         |
| Bästa unga skådespelare - Brooklynn Prince – The Florida Project - Mckenna Grace – Gifted - Dafne Keen – Logan – The Wolverine - Millicent Simmonds – Wonderstruck - Jacob Tremblay – Wonder | Bästa ensemble - Three Billboards Outside Ebbing, Missouri - Dunkirk - Lady Bird - Mudbound - The Post |
| Bästa originalmanus - Get Out – Jordan Peele - The Big Sick – Emily V. Gordon och Kumail Nanjiani - Three Billboards Outside Ebbing, Missouri – Martin McDonagh - Lady Bird – Greta Gerwig - The Post – Liz Hannah och Josh Singer - The Shape of Water – Guillermo del Toro och Vanessa Taylor                                                                                      | Bästa manus efter förlaga - Call Me by Your Name – James Ivory - The Disaster Artist – Scott Neustadter och Michael H. Weber - Molly's Game – Aaron Sorkin - Mudbound – Dee Rees och Virgil Williams - Wonder – Jack Thorne, Steve Conrad och Stephen Chbosky                   |
| Bästa animerade film - Coco - The Breadwinner - Dumma mej 3 - The Lego Batman Movie - Loving Vincent | Bästa actionfilm - Wonder Woman - Apornas planet: Striden - Baby Driver - Logan – The Wolverine - Thor: Ragnarök |
| Bästa science fiction-/skräckfilm - Get Out - Blade Runner 2049 - Det - The Shape of Water | Bästa komedi - The Big Sick - The Disaster Artist - Girls Trip - I, Tonya - Lady Bird |
| Bästa manliga skådespelare i en komedi - James Franco – The Disaster Artist - Steve Carell – Battle of the Sexes - Chris Hemsworth – Thor: Ragnarök - Kumail Nanjiani – The Big Sick - Adam Sandler – The Meyerowitz Stories | Bästa kvinnliga skådespelare i en komedi - Margot Robbie – I, Tonya - Tiffany Haddish – Girls Trip - Zoe Kazan – The Big Sick - Saoirse Ronan – Lady Bird - Emma Stone – Battle of the Sexes                                                                                    |
| Bästa icke-engelskspråkiga film - Utan nåd (Tyskland) - 120 slag i minuten (Frankrike) - En fantastisk kvinna (Chile) - First They Killed My Father (Kambodja) - The Square (Sverige) - Thelma (Norge) | |
| Bästa kompositör - The Shape of Water – Alexandre Desplat - Blade Runner 2049 – Benjamin Wallfisch och Hans Zimmer - Darkest Hour – Dario Marianelli - Dunkirk – Hans Zimmer - Phantom Thread – Jonny Greenwood - The Post – John Williams | Bästa sång - "Remember Me" – Coco - "Evermore" – Skönheten och odjuret - "Mystery of Love" – Call Me by Your Name - "Stand Up For Something" – Marshall - "This Is Me" – The Greatest Showman                                                                                   |
| Bästa scenografi - The Shape of Water – Paul D. Austerberry, Shane Vieau och Jeffrey A. Melvin - Blade Runner 2049 – Dennis Gassner och Alessandra Querzola - Dunkirk – Nathan Crowley och Gary Fettis - Mordet på Orientexpressen – Jim Clay och Rebecca Alleway - Phantom Thread – Mark Tildesley och Véronique Melery - Skönheten och odjuret – Sarah Greenwood och Katie Spencer | Bästa foto - Blade Runner 2049 – Roger Deakins - Call Me by Your Name – Sayombhu Mukdeeprom - Dunkirk – Hoyte van Hoytema - Mudbound – Rachel Morrison - The Shape of Water – Dan Laustsen                                                                                      |
| Bästa smink - Darkest Hour - I, Tonya - The Shape of Water - Skönheten och odjuret - Wonder | Bästa kostym - Phantom Thread – Mark Bridges - Blade Runner 2049 – Renée April - The Shape of Water – Luis Sequeira - Skönheten och odjuret – Jacqueline Durran - Wonder Woman – Lindy Hemming                                                                                  |
| Bästa klippning - Baby Driver – Paul Machliss och Jonathan Amos - Dunkirk – Lee Smith - Blade Runner 2049 – Joe Walker - The Post – Michael Kahn och Sarah Broshar - The Shape of Water – Sidney Wolinsky | Bästa specialeffekter - Apornas planet: Striden - Blade Runner 2049 - Dunkirk - The Shape of Water - Thor: Ragnarök - Wonder Woman |

### Filmer med flera vinster
| Vinster | Film                                      |
| ------- | ----------------------------------------- |
| 4       | The Shape of Water                        |
| 3       | Three Billboards Outside Ebbing, Missouri |
| 2       | Coco                                      |
| 2       | Darkest Hour                              |
| 2       | Get Out                                   |
| 2       | I, Tonya                                  |

### Filmer med flera nomineringar
| Nomineringar | Film                                      |
| ------------ | ----------------------------------------- |
| 14           | The Shape of Water                        |
| 8            | Call Me by Your Name                      |
| 8            | Dunkirk                                   |
| 8            | Lady Bird                                 |
| 8            | The Post                                  |
| 7            | Blade Runner 2049                         |
| 6            | The Big Sick                              |
| 6            | Three Billboards Outside Ebbing, Missouri |
| 5            | Get Out                                   |
| 5            | I, Tonya                                  |
| 4            | Darkest Hour                              |
| 4            | The Disaster Artist                       |
| 4            | Mudbound                                  |
| 4            | Phantom Thread                            |
| 4            | Skönheten och odjuret                     |
| 3            | The Florida Project                       |
| 3            | Girls Trip                                |
| 3            | Logan – The Wolverine                     |
| 3            | Thor: Ragnarök                            |
| 3            | Wonder                                    |
| 3            | Wonder Woman                              |
| 2            | Apornas planet: Striden                   |
| 2            | Baby Driver                               |
| 2            | Battle of the Sexes                       |
| 2            | Coco                                      |
| 2            | Molly's Game                              |